# Sekhukhune United Football Club
O Sekhukhune United Football Club, também conhecido como Sekhukhune United, é um clube de futebol da África do Sul. Foi fundado em [[2019] na cidade de Kempton Park, no distrito de Sekhukhune. A equipe compete no Campeonato Sul-Africano de Futebol (PSL).

## História
O clube foi fundado sobre o nome atual após comprar a licença da segunda divisão sul-africana do Tshakhuma Tsha Madzivhandila. Logo na temporada inaugural, de 2020–21, da segunda divisão o time conquistou o seu primeiro título, ganhando o acesso para a primeira divisão sul-africana.
O clube terminou em décimo primeiro lugar na sua edição de estreia da primeira divisão e em sétimo na segunda edição, assim como alcaçando a final da Copa da África do Sul de Futebol de 2022–23. Como também irá competir a Taça MTN 8 de 2023–24 e a Copa das Confederações da CAF de 2023–24.

## Títulos
| NACIONAIS | NACIONAIS               | NACIONAIS | NACIONAIS  |
|           | Competição              | Títulos   | Temporadas |
| --------- | ----------------------- | --------- | ---------- |
|           | National First Division | 1         | 2020–21    |

- Vice-campeão da Copa da África do Sul de 2022–23